# Swintonia glauca
Swintonia glauca är en sumakväxtart som beskrevs av Adolf Engler. Swintonia glauca ingår i släktet Swintonia och familjen sumakväxter. Inga underarter finns listade i Catalogue of Life.